# 토요 랭킹쇼
《토요 랭킹쇼》는 채널A에서 매주 토요일 오후 12시에 방송 중인 시사 프로그램이다.

## 앵커
- 우현기 채널A 경제산업부 재계IT팀장 (2024년 10월 5일 ~ )
- 전민영 채널A 편집부 기자 (2024년 10월 5일 ~ )

## 역대 앵커
- 유승진 채널A 정치부 기자 (2024년 5월 4일 ~ 2024년 9월 28일)